# 胡萍
胡萍(1963年－ )，住在江苏镇江，自由撰稿人。18岁开始患有类风湿性关节炎，二十多年来，一直与轮椅为伴。虽然生活清贫，但笔耕不辍，已在全国各地报刊发表了一百多篇散文作品，其中《回忆，涨满了感动》，获《读者》10年征文优秀奖，《真水无香》获全国第四届"休闲杯"文学大赛一等奖，在《镇江日报》开辟了"翅膀的痕迹"个人专栏。胡萍的散文婉约细腻，字里行间透着人性的美，而胡萍由于疾病的侵蚀，关节变形，肌肉萎缩，必须将笔夹在指间才能写字，严重的骨质疏松甚至导致胡萍在一次写作中，将右手大拇指也折断了。
2002年11月26日，中央电视台《半边天》节目主持人张越来到镇江，采访胡萍。
2005年9月10日，胡萍的散文集《布满翅膀的天空》(包括胡萍的手绘插图)正式出版，镇江、南京等地的书店，都举行了义卖活动。

## 作品
- 《布满翅膀的天空》，胡萍著，2005年，江苏文艺出版社，ISBN 7-5399-2253-2